# East Ellijay
East Ellijay és una població dels Estats Units a l'estat de Geòrgia. Segons el cens del 2000 tenia 707 habitants.

## Demografia
Segons el cens del 2000, East Ellijay tenia 707 habitants, 251 habitatges, i 159 famílies. La densitat de població era de 137,9 habitants/km².
Dels 251 habitatges en un 31,1% hi vivien nens de menys de 18 anys, en un 43% hi vivien parelles casades, en un 11,6% dones solteres, i en un 36,3% no eren unitats familiars. En el 28,3% dels habitatges hi vivien persones soles el 15,1% de les quals corresponia a persones de 65 anys o més que vivien soles. El nombre mitjà de persones vivint en cada habitatge era de 2,82 i el nombre mitjà de persones que vivien en cada família era de 3,18.
Per edats la població es repartia de la següent manera: un 24,5% tenia menys de 18 anys, un 16% entre 18 i 24, un 29,6% entre 25 i 44, un 17,3% de 45 a 60 i un 12,7% 65 anys o més.
L'edat mediana era de 30 anys. Per cada 100 dones de 18 o més anys hi havia 127,2 homes.
La renda mediana per habitatge era de 35.875 $ i la renda mediana per família de 38.594 $. Els homes tenien una renda mediana de 20.341 $ mentre que les dones 20.000 $. La renda per capita de la població era de 13.934 $. Entorn del 14,6% de les famílies i el 19,5% de la població estaven per davall del llindar de pobresa.

## Poblacions més properes
El següent diagrama mostra les poblacions més properes.